# Bibliographie sur la sexologie

## Ouvrages grand public

### En français
- Philippe Brenot (dir.), Dictionnaire de la sexualité humaine, Le Bouscat (Gironde, FR), L'Esprit du Temps, 2004
- Mansour El Feki (dir.), La sexothérapie, Bruxelles, De Boeck, coll. « Carrefour des Psychothérapies », 2010, 230 p. (ISBN 978-2-8041-0795-6)
- Joseph Josy Levy (dir.) et André Dupras (dir.), Questions de sexualité au Québec, Montréal, Liber, 2008, 503 p. (ISBN 978-2-89578-150-9)
- Clellan Ford et Frank Beach, Le comportement sexuel chez l'homme et l'animal, Paris, Robert Laffont, 1970.
- Albert Allgeier et Élizabeth Allgeier, Sexualité humaine, Bruxelles, De Boeck Université, 1992
- Monique Pelletant et Dr. Raoul Relouzat, Votre sexualité sans complexe, Laval (CA), Anagramme, 2002

### En anglais
- (en) Robert Suggs, Marquesan sexual behavior. An anthropological study of Polynesian pratices, New York, Harcourt Brace & World, 1966
- (en) Bruce Bagemihl, Biological exuberance : animal homosexuality and natural diversity, New York, St Martin Press, 2000